# Identitätskarte (Schweiz)

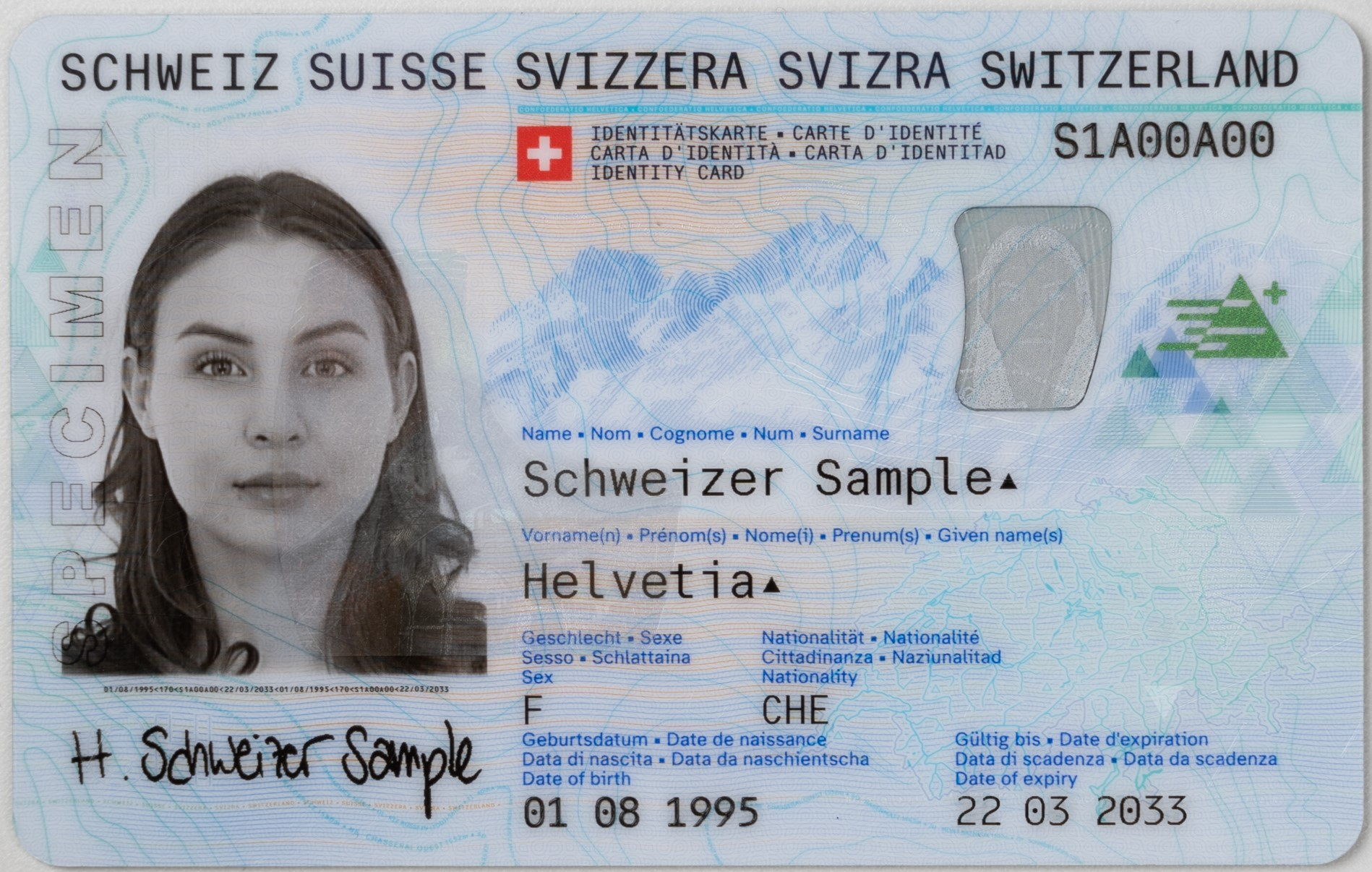
Vorderseite

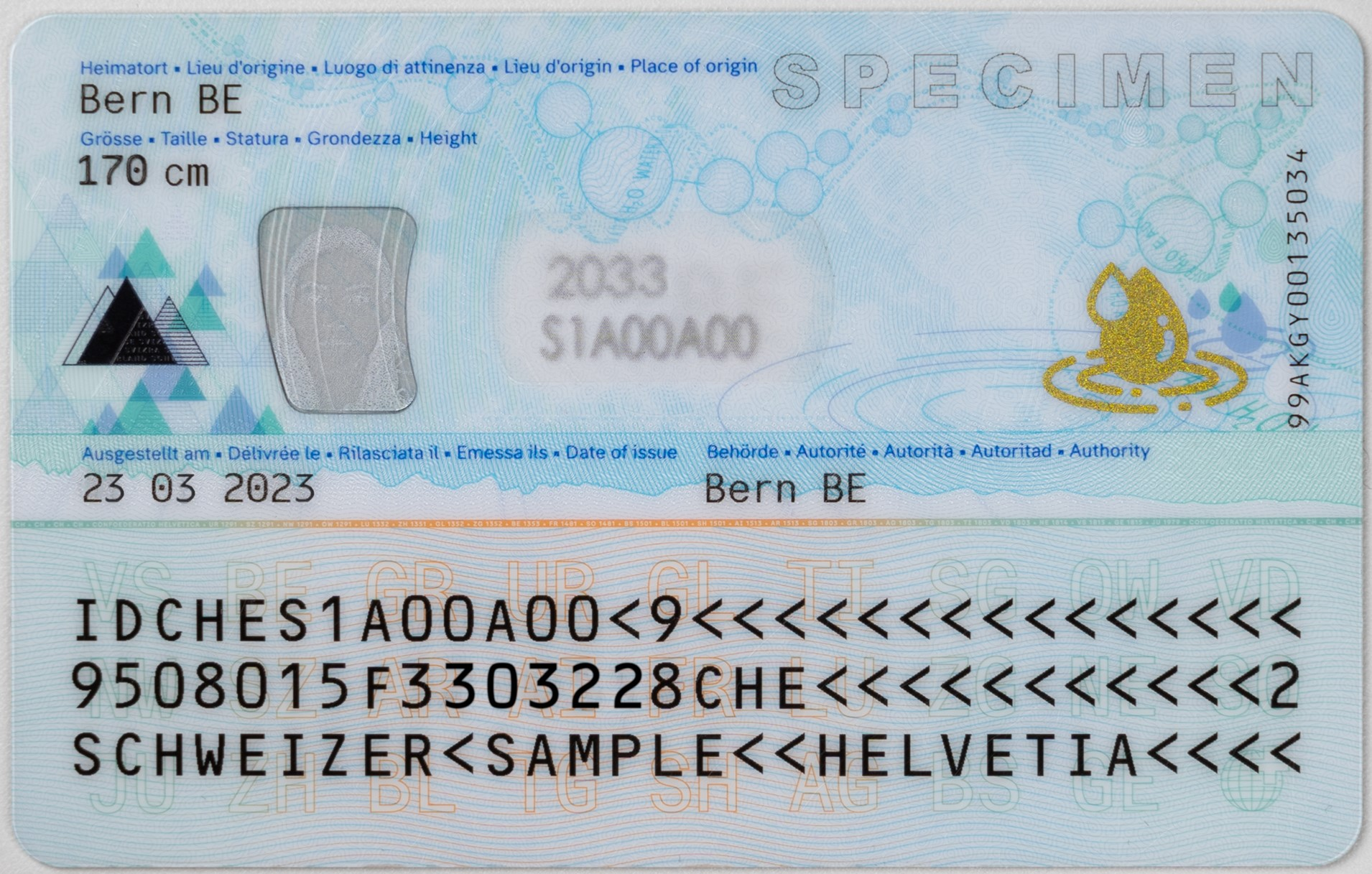
Rückseite

Die Identitätskarte (umgangssprachlich ID; französisch Carte d’identité, italienisch Carta d’identità, rätoromanisch Carta d’identitad) ist ein in der Schweiz herausgegebener amtlicher Ausweis (Art. 1 VAwG), der der Identitätsfeststellung und Nachweis der Schweizer Staatsangehörigkeit dient. Vergeben wird sie ausschliesslich Schweizer Bürgern, in der Schweiz lebende Ausländer erhalten stattdessen den Ausländerausweis. Die Identitätskarte wurde in den 1940er Jahren eingeführt. Seit 1995 ist sie als Plastikkarte im Kreditkartenformat ausgeführt und hat beiderseits eine bläuliche Grundfarbe. Das Gegenstück in Deutschland und in Österreich ist der Personalausweis.
Wie der deutsche Staatsangehörigkeitsausweis und der österreichische Staastbürgerschaftsnachweis dokumentiert der Bürgerrechtsnachweis dagegen nur das Bestehen des Schweizer Bürgerrechts.
In der Schweiz besteht für Schweizer Staatsbürger weder eine Ausweispflicht noch eine Mitführpflicht, d. h. kein Schweizer muss eine Identitätskarte oder einen Pass besitzen oder bei sich tragen. Für ausländische Staatsangehörige gilt während des Aufenthalts in der Schweiz eine Ausweispflicht, jedoch keine Mitführpflicht.
Die Identitätskarte gilt als ein «weniger starkes» Dokument als der Pass. Sie erfüllt aber in vielen Bereichen den gleichen Zweck: z. B. genügt per 2018 für Reisen im Raum EWR/CEFTA sowie in den Kleinstaaten Europas, Französischen Überseegebieten, den Färöern, Georgien, Grönland (de facto), Gibraltar, Montserrat (bis max. 14 Tage), der Türkei und bei organisierten Pauschalreisen nach Tunesien die Identitätskarte als Ausweis.
Im Gegensatz zu z. B. Mitgliedsländern der EU ist keine eID-Funktion der ID vorgesehen.
Per 3. März 2023 wurde die neue Identitätskarte eingeführt. Die neue Identitätskarte bietet modernste Sicherheitsmerkmale und ein neues Design. Identitätskarten, die vor dem 3. März 2023 ausgestellt wurden, behalten ihre Gültigkeit.

## Form
Die Identitätskarte ist eine Plastikkarte im Kreditkartenformat ISO/IEC 7810 ID-1.

## Geschichte

### Papierdokument
Bis 1994 war die Identitätskarte ein vierseitiger Papierausweis im Format A7 (A6-Papier, einmal gefaltet).

### Plastikkarte
Seit 1995 ist die Identitätskarte eine Plastikkarte im Kreditkartenformat ISO/IEC 7810 ID-1.
2003 wurde sie leicht überarbeitet.

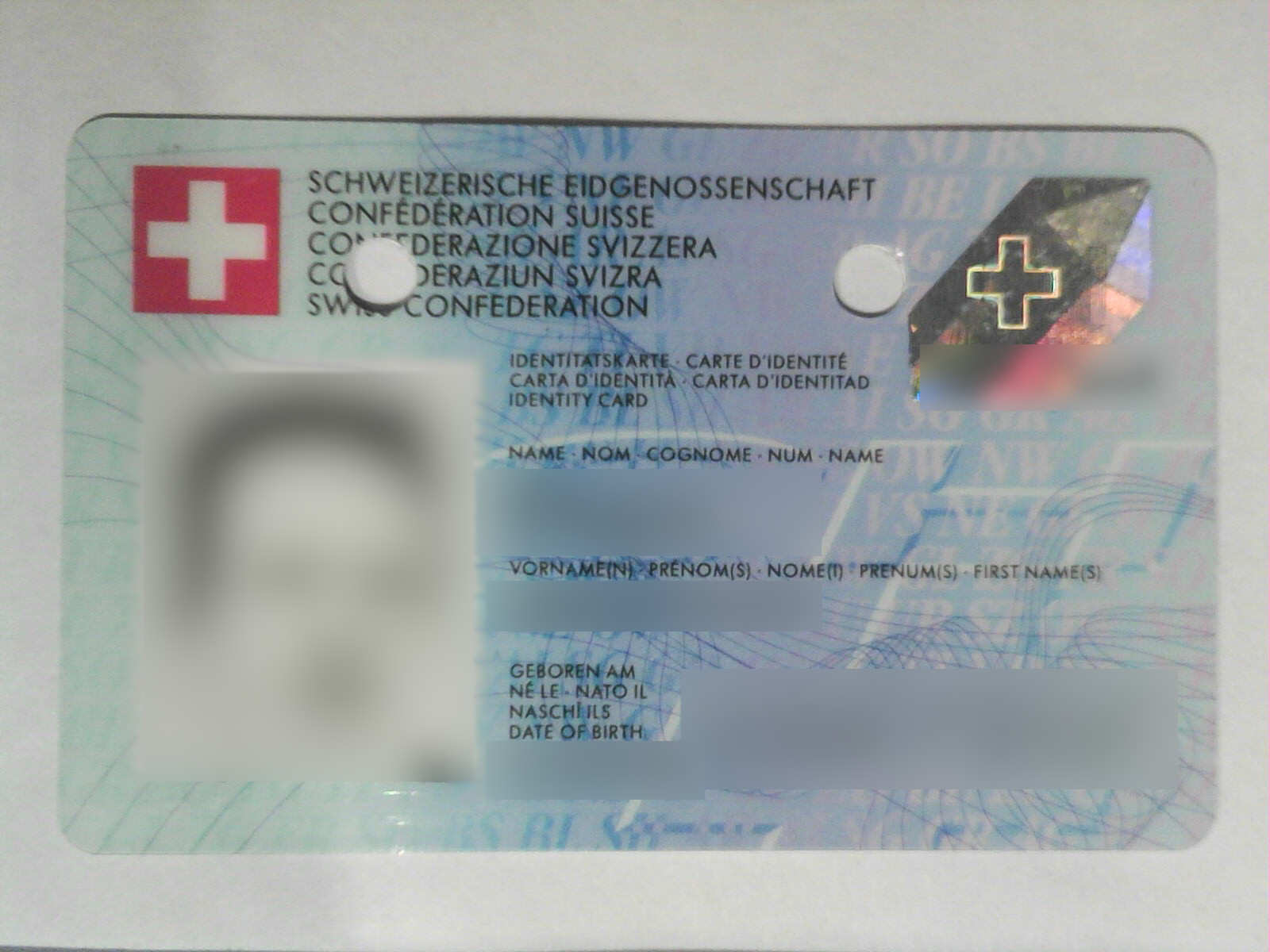
Vorderseite (2002)
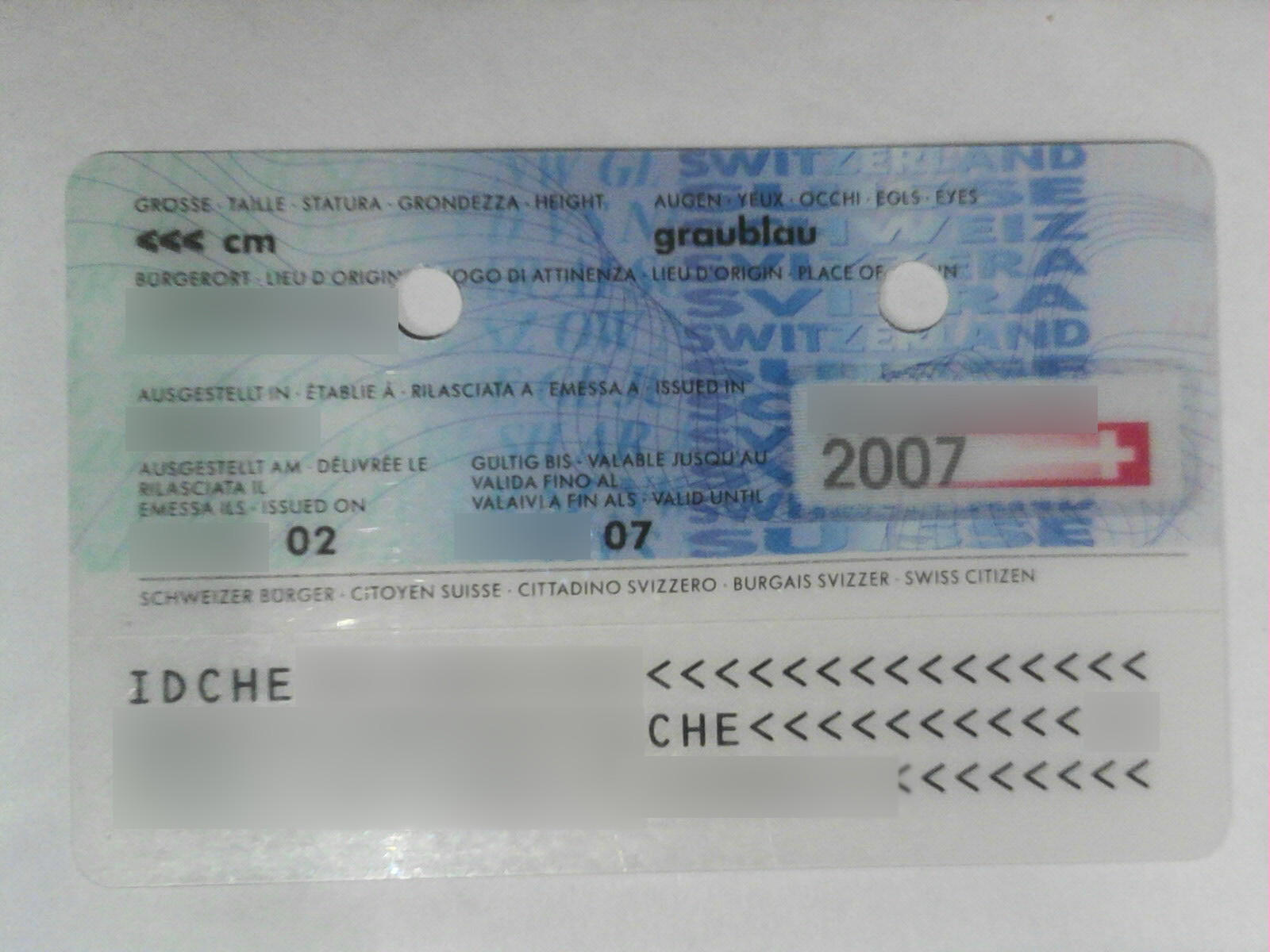
Rückseite (2002)
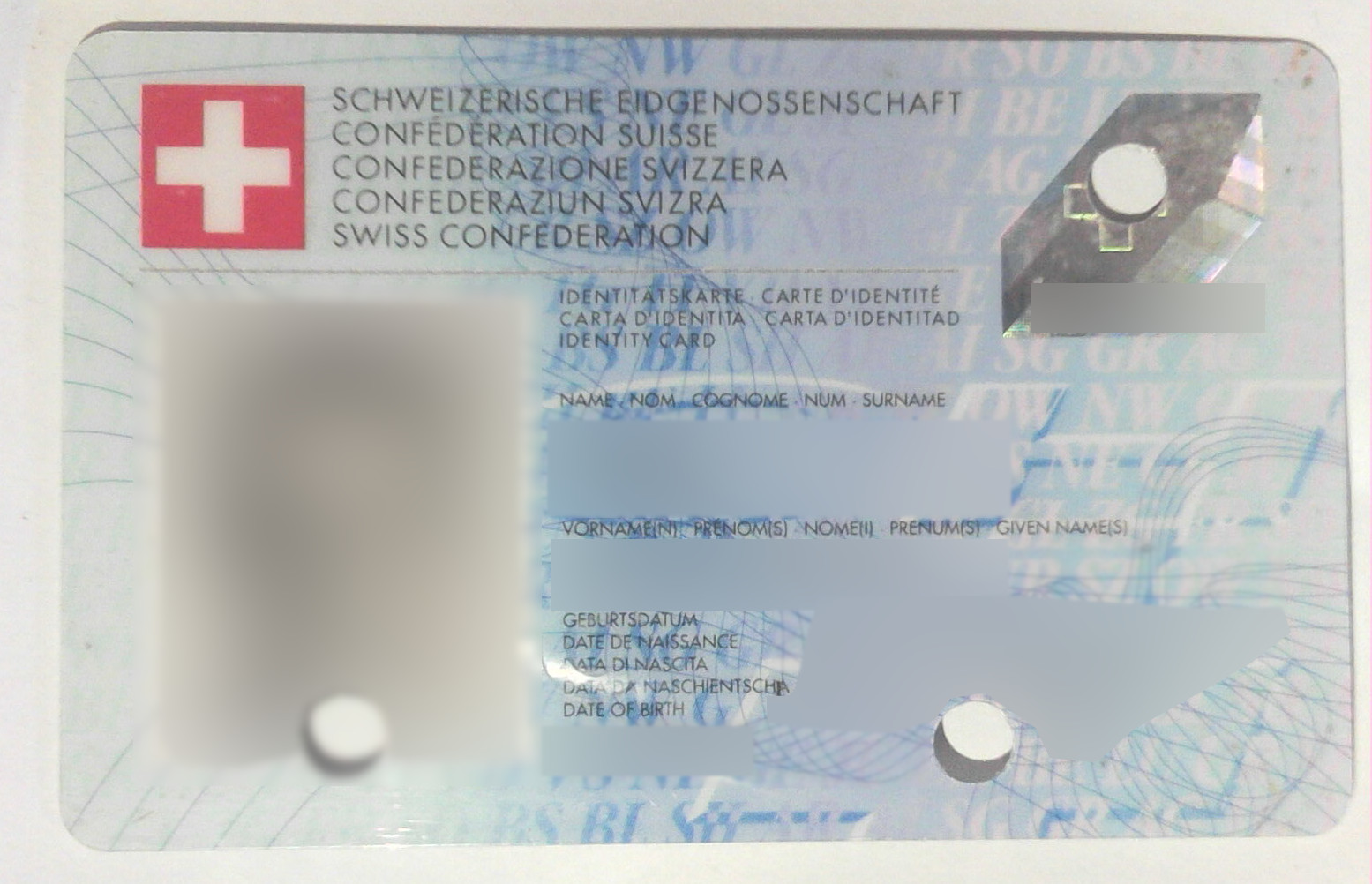
Vorderseite (2007)
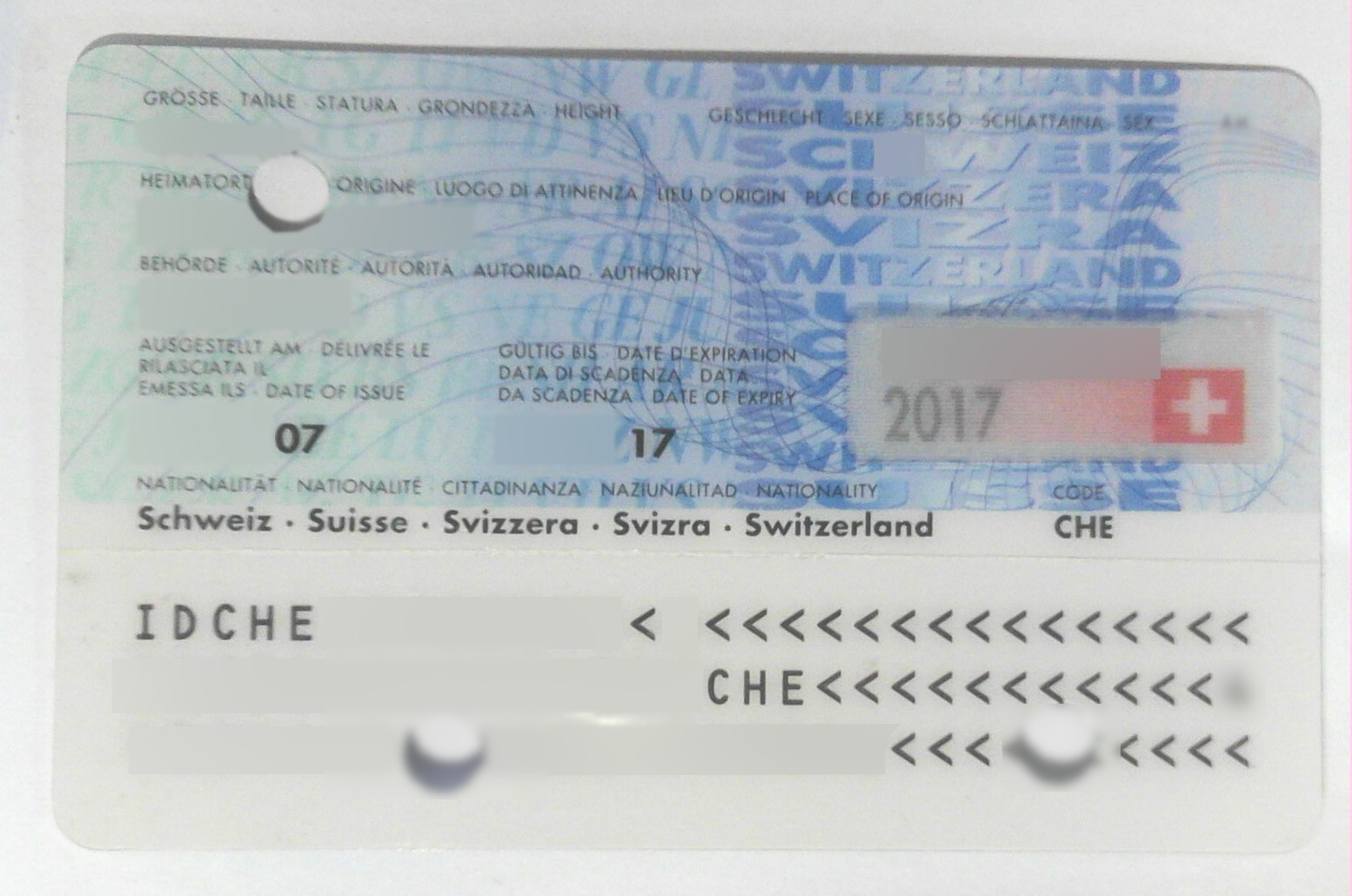
Rückseite (2007)

Früher wurde der Rufname unterstrichen.
Die Identitätskarte wurde bis 2015 von der Trüb AG in Aarau hergestellt, dann wurde der Produktionsbetrieb von der niederländischen Gemalto übernommen. Gemalto wurde wiederum von Thales übernommen.
Ab Anfang 2025 wird Infostar einen erweiterten Zeichensatz ermöglichen, was dazu führt, dass mehr Namen auf der Identitätskarte korrekt wiedergeben werden können.

## Gültigkeit
Die Identitätskarte ist für Erwachsene zehn Jahre, für Kinder fünf Jahre gültig.

## Angaben auf der Identitätskarte
Die Überschriften sind in fünf Sprachen abgefasst: Deutsch, Französisch, Italienisch, Rätoromanisch sowie Englisch.

### Auf der Vorderseite
- Foto (Schwarzweiss)
- Seriennummer
- Name
- Vornamen (max. 30 Zeichen[19])
- Geburtsdatum
- Unterschrift

Daneben stehen hier noch die Nationalität (CHE, siehe ISO 3166 ALPHA-3), das Wappen der Schweiz sowie ein Kinegramm in Form eines Kristalls, welches an Bergkristall erinnert.

### Auf der Rückseite
- Körpergrösse, nur bei Erwachsenen
- Geschlecht (seit 1. Januar 2003 anstelle der Augenfarbe)
- Heimatort
- Ausstellende Behörde
- Ausstellungsdatum
- Verfalldatum
- Maschinenlesbare Zeilen
- Kinegramm mit Seriennummer und Verfalljahr

### Aufbau der maschinenlesbaren Zeilen

#### Beispiel
```
IDCHE123412345<7<<<<<<<<<<<<<<
0402291M1001015CHE<<<<<<<<<<<8
MUSTERMANN<<MAX<OTTO<<<<<<<<<<

```

1. Zeile:
```
IDCHE 1234 12345 < 7 <<<<<<<<<<<<<<
      +--+ +---+   +
        1    2     3

```

1. Autoritätsnummer (4-stellig, kann Buchstaben A–Z enthalten, welche für die Prüfziffer in Dezimalwerte umgerechnet werden müssen A = 10, B = 11, C = 12, …, Z=35)
2. Weiterführende Nummer (5-stellig)
3. Prüfziffer von 1 und 2

2. Zeile:
```
040229 1 M 100101 5 CHE<<<<<<<<<<< 8
+----+ + + +----+ +                +
   1   2 3    4   5                6

```

1. Geburtsdatum (6-stellig, Jahr/Monat/Tag)
2. Prüfziffer von 1
3. Geschlecht (M/F)
4. Gültigkeitsdatum (6-stellig, Jahr/Monat/Tag)
5. Prüfziffer von 4
6. Prüfziffer über 1, 2 (mit "0" dahinter, falls 2 nur vierstellig) und 3 der ersten Zeile, sowie 1, 2, 4 und 5 der 2. Zeile

3. Zeile:
```
MUSTERMANN << MAX < OTTO <<<<<<<<<<
+--------+    +-+   +--+
    1          2     3

```

1. Nachname
2. Vorname
3. weitere Vornamen

#### Berechnung der Prüfziffer
Von Links nach Rechts, mit der ersten Stelle beginnend, werden die Zahlen mit der sich wiederholenden Abfolge 7, 3, 1 multipliziert. Die Endziffern der Produkte werden summiert. Die Prüfsumme ist die Endziffer der Summe.
Ein Beispiel anhand des obigen Geburtsdatums: 040229, also dem 29. Februar 2004:
{\displaystyle 0\cdot 7=0}
{\displaystyle 4\cdot 3=12}
{\displaystyle 0\cdot 1=0}
{\displaystyle 2\cdot 7=14}
{\displaystyle 2\cdot 3=6}
{\displaystyle 9\cdot 1=9}
Summierung der Endziffern:
{\displaystyle 0+2+0+4+6+9=21}
Die letzte Ziffer von 21 ist 1, was der Prüfziffer entspricht.